# Гепатоспленомегалія
Гепатоспленомегалія — це одночасне збільшення печінки (гепатомегалія) і селезінки (спленомегалія). Гепатоспленомегалія може виникнути в результаті гострого вірусного гепатиту, інфекційного мононуклеозу та гістоплазмозу або може бути ознакою серйозної та небезпечної для життя лізосомної хвороби накопичення. Системна венозна гіпертензія також може збільшити ризик розвитку гепатоспленомегалії, яка може спостерігатися у пацієнтів з правосторонньою серцевою недостатністю.

## Часті причини
- Інфекції
  - гострий вірусний гепатит
  - інфекційний мононуклеоз
  - цитомегаловірус
  - краснуха
  - бруцельоз
  - малярія
  - лейшманіоз
  - фасціольоз
  - тифоїдна гарячка
  - шистосомоз або філяріаз
  - септемічна чума
  - гістоплазмоз
- Гематологічні захворювання
  - мієлопроліферативні захворювання
  - лейкемія
  - лімфома
  - злоякісна анемія
  - серпоподібноклітинна анемія
  - вроджений сфероцитоз
  - таласемія
  - мієлофіброз
- Метаболічні захворювання
  - хвороба Німана-Піка
  - хвороба Гоше
  - синдром Хьорлера
- Хронічні захворювання печінки і портальна гіпертензія
  - хронічний активний гепатит
- Амілоїдоз
- Акромегалія
- Системний червоний вовчак
- Саркоїдоз

## Рідкісні захворювання
- Дефіцит ліпопротеїнліпази
- Множинний дефіцит сульфатази
- Остеопетроз
- Хвороба Стілла у дорослих